# 莫甘
莫甘（西班牙語：Mogán），是西班牙加那利群岛拉斯帕尔马斯省的一个市镇，位于大加那利岛的西南部。总面积172平方公里，总人口19657人（2018年），人口密度110人/平方公里。